# Archidendron contortum
Archidendron contortum är en ärtväxtart som först beskrevs av Carl Friedrich Phil.Sigm. Martius, och fick sitt nu gällande namn av Ivan Christian Nielsen. Archidendron contortum ingår i släktet Archidendron och familjen ärtväxter. Inga underarter finns listade i Catalogue of Life.